# Anjānā anjānī
Anjānā anjānī (lett. "Sconosciuto sconosciuta") è un film indiano del 2010 di genere  romantico diretto da Siddharth Anand.

## Trama
Dopo numerosi e solitari tentativi di suicidio, due ragazzi, Kiara e Akash, suggellano il patto di mettere fine alle loro vite il 31 dicembre del 2009; nell'attesa che venga la fatidica giornata, imparano ad apprezzare la vita.